# Lichnov (Nový Jičín)
Lichnov (in tedesco Lichnau) è un comune della Repubblica Ceca facente parte del distretto di Nový Jičín, nella regione della Moravia-Slesia.